# Wend Kässens
Wend Kässens (* 1947 in Hamburg) ist ein deutscher Redakteur, Publizist und Moderator.

## Leben
Wend Kässens legte das Abitur an der Odenwaldschule bei Heppenheim ab. Er studierte in Hamburg Germanistik, Soziologie und Philosophie und war Dramaturg am Stadttheater in Pforzheim, am Deutschen Schauspielhaus unter Ivan Nagel in Hamburg und von 1978 bis 1981 Lektor im Suhrkamp-Theaterverlag in Frankfurt. Von 1981 bis 1991 war er Kulturredakteur beim NDR, von 1991 bis 2008 Leiter der Literaturredaktion von NDR Kultur. Seit 2009 arbeitet er freiberuflich als Kritiker, Publizist und Moderator. Im Sommersemester 2010 hatte er einen Lehrauftrag an der Leuphana Universität in Lüneburg.
1985 initiierte und gründete Kässens mit Freunden im Naturpark Südheide den Kulturverein RANDLAGE ESCHEDE und war bis zum Jahr 2000 dessen Vorsitzender. Über 250 Veranstaltungen aller Künste hat der Verein seit Gründung durchgeführt, zahlreiche Ur- und Erstaufführungen darunter. Die Liste der Künstler reicht von H.C. Artmann bis zu Martin Walser, von der bremer shakespeare company bis zum Wiener Burgtheater, von Mauricio Kagel bis zu Kenny Wheeler. Höhepunkte waren 1986, 1989, 1992 und 2000 „Heide(n)spektakel“-Festivals für alle Künste im Geiste Arno Schmidts, u. a. mit George Tabori.
Er ist Mitglied der Peter Kurzeck-Gesellschaft und des PEN-Zentrums Deutschland, war dessen Vizepräsident 1996/97; seit 2008 war er Vorstandsmitglied des Deutschen Literaturfonds, von 2014 bis 2021 als Geschäftsführer im Vorstand.
Wend Kässens ist verheiratet, hat einen Sohn und lebt seit 2009 wieder in Hamburg.

## Publikationen (Auswahl)
- Herausgeber folgender Romane von George Tabori:
  - Ein guter Mord, 1992, Steidl Verlag
  - Tod in Port Aarif, 1994, Steidl Verlag
  - Das Opfer, 1996, Steidl Verlag
  - Gefährten zur linken Hand, 1999, Steidl Verlag
  - Dazu Hrsg. von Der Spielmacher, Gespräche mit George Tabori, 2004, Wagenbach Verlag
- Herausgeber folgender Journale des Schweizer Schriftstellers Paul Nizon:
  - Die Erstausgaben der Gefühle, Journal 1961-1972, 2002, Suhrkamp Verlag
  - Das Drehbuch der Liebe, Journal 1973-1979, 2004, Suhrkamp Verlag
  - Die Zettel des Kuriers, Journal 1990-1999, 2008, Suhrkamp Verlag
  - Urkundenfälschung, Journal 2000 – 2010, 2011, Suhrkamp-Verlag
  - Der Nagel im Kopf, Journal 2011–2020, 2021, Suhrkamp-Verlag
- Wend Kässens, Michael Töteberg: Marieluise Fleißer, dtv, München 1979
- Wend Kässens, Michael Töteberg (Hrsg.): Marieluise Fleißer, Der Tiefseefisch: Texte, Fragmente, Materialien, Suhrkamp Verlag, Frankfurt 1980
- Jörg W. Gronius, Wend Kässens: Theatermacher, Athenäum, Frankfurt 1987
- Jörg W. Gronius, Wend Kässens: Tabori, Athenäum, Frankfurt 1989
- Wend Kässens: Das Große geschieht so schlicht, Unterwegs im Leben und Schreiben, Corso, Hamburg 2011

## Auszeichnungen
- 1985 Critic in Residence an der Washington University in St. Louis, Mo.
- 1999 Max-Kade-Fellow an der Washington University in St. Louis, Mo.
- 2007 zusammen mit Raoul Schrott „Rinke“ der Guntram und Irene Rinke Stiftung für das Hörbuch „Dichter am Ball“, 50 neue Fußballgedichte, Eichborn Lido, Frankfurt 2006.